# Klepelmaaier

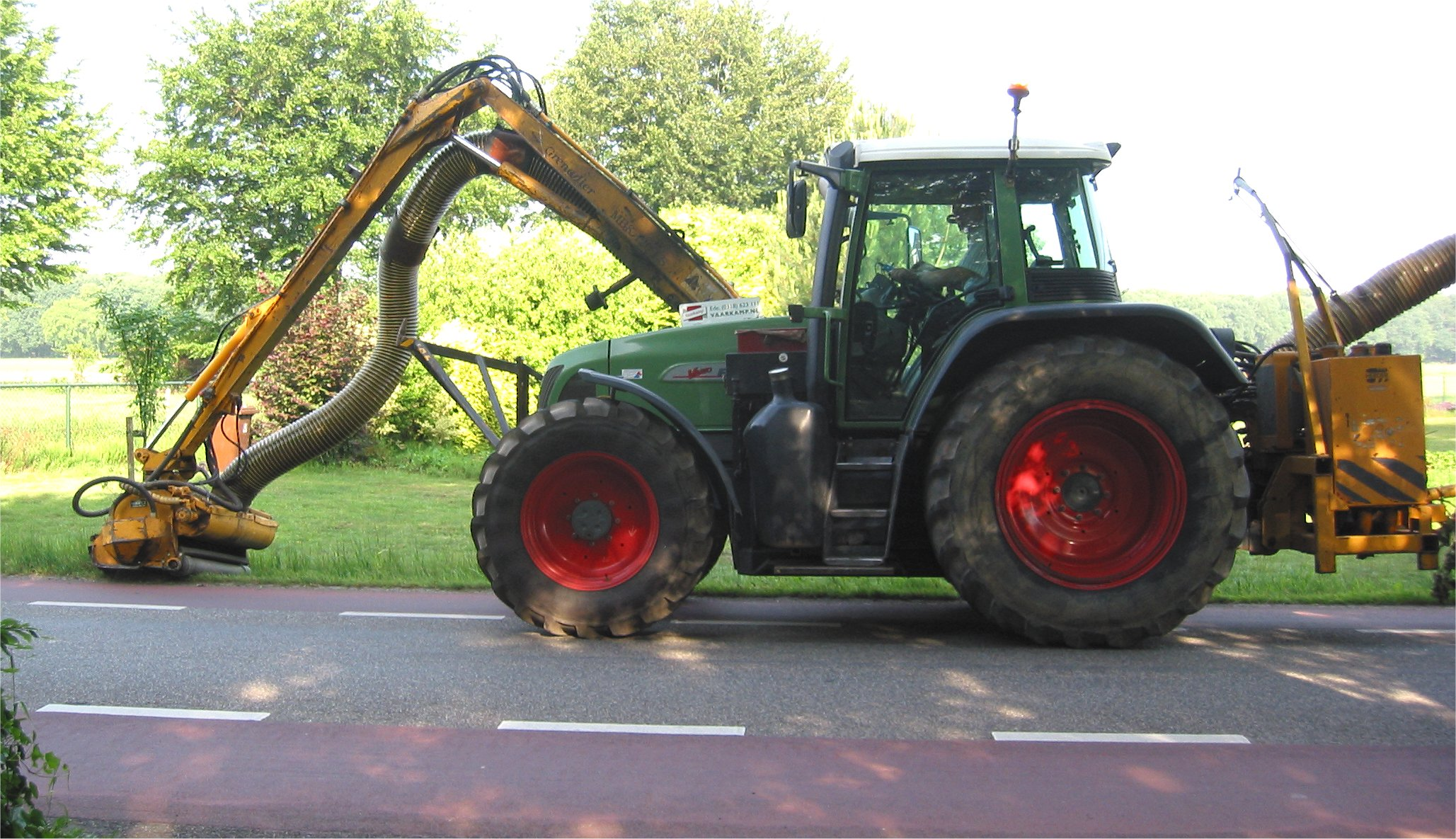
Een klepelmaaier bevestigd aan de voorkant van een tractor

Een klepelmaaier is een werktuig dat wordt gebruikt bij het maaien van onder andere bermen langs wegen en watergangen. De klepelmaaier kan hoog opgaand gewas maaien en heeft geen last van obstakels zoals dikke takken of afval. Een klepelmaaier benodigt een groot motorvermogen. De werkzaamheid wordt in de wandeling 'klepelen' genoemd.

## Werking
Een klepelmaaier hakt de begroeiing fijn met behulp van roterende klepels of draaiende stalen cilinders. De plantenresten blijven liggen, wat leidt tot voedselverrijking van de bodem en een laag van halfverteerde plantenresten die tegengaat dat zaden ontkiemen. 

## Ecologische effecten
Het gevolg van 'klepelen' is een eenzijdige begroeiing van nitrofiele en/of ruderale grassen en ruigtekruiden zoals ridderzuring, akkerdistel, grote brandnetel, paardenbloem en boterbloem en andere kruiden. Daardoor is het gebruik van de klepelmaaier ('klepelen') zeer slecht voor biodiversiteit.
De klepelmaaier doodt doorgaans meer dan 80% van de insecten die in de vegetatie leven. Daardoor is het een aanslag op de populaties van insecten en op de biodiversiteit. Bij een cilindrische maaier is het slechts 10%.